# 29 brumaire
29 vendémiaire 29 frimaire
Le nonidi 29 brumaire, officiellement dénommé jour du cormier, est le 59e jour de l'année du calendrier républicain.
C'était généralement le 19e jour du mois de novembre dans le calendrier grégorien.